# Barrington Gaynor
Barrington Gaynor (né le 27 septembre 1965 à Kingston en Jamaïque et mort le 19 mars 2011 à Mount Pleasant aux États-Unis) est un joueur de football international jamaïcain, qui évoluait au poste de défenseur, avant de devenir entraîneur.

## Biographie

### Carrière de joueur

#### Carrière en sélection
Avec l'équipe de Jamaïque, il joue 63 matchs entre 1987 et 1993. 
Il figure dans le groupe des sélectionnés lors des Gold Cup de 1991 et de 1993.
Il joue 13 matchs comptant pour les tours préliminaires de la coupe du monde, lors des éditions 1990 et 1994.